# Slalom (canoë-kayak)
Pour les articles homonymes, voir Slalom.

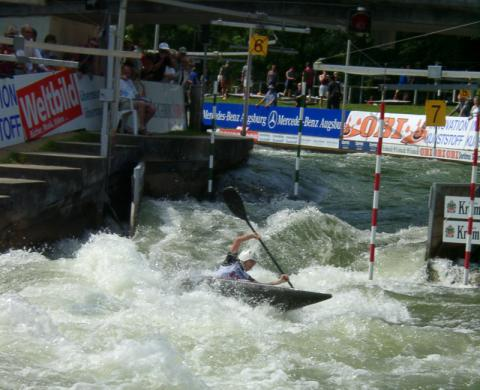
Compétition de slalom

Le slalom est une des disciplines du canoë-kayak, se pratiquant en eau vive. Leurs pratiquants sont appelés céistes slalomeurs.

## Principe
Les courses de slalom se déroulent en général sur un stade d'eau vive ou sur un parcours aménagé sur une rivière, mais peuvent tout autant être pratiquées sur des rivières naturelles.
Le parcours comporte de 18 à 25 portes matérialisées par des fiches bicolores (blanche et verte ou blanche et rouge) sur une distance d'un minimum de 250 mètres et d'un maximum de 400 mètres. Selon la couleur de la porte, elle doit être prise dans le sens de la rivière (porte blanche et verte) ou en remontant la rivière (porte blanche et rouge). Les portes doivent être exécutées dans l'ordre des numéros affichés. Le parcours doit contenir entre 6 et 8 portes rouges en remontées et doit être navigable dans un temps s'approchant de 90 secondes pour un K1 (Kayak une place) homme.
La compétition se déroule en deux manches chronométrées. Des pénalités sont ajoutées si le compétiteur touche une porte (2 secondes par porte touchée) ou s'il rate une porte (50 secondes). La somme des pénalités est ensuite ajoutée au temps des manches. Les compétiteurs peuvent effectuer une reconnaissance du bord du bassin sur le parcours avant la compétition.

## Embarcations
Trois types d'embarcations sont autorisées pour ces compétitions :
- le kayak monoplace doit être au minimum d'une longueur de 3,50 m, large de 0,60 m et d'une masse de 9 kg ;
- le canoë monoplace doit être au minimum d'une longueur de 3,50 m, large de 0,65 m et d'une masse de 9 kg ;
- le canoë biplace doit être au minimum d'une longueur de 4,10 m, large de 0,75 m et d'une masse de 13 kg.

## Compétitions internationales

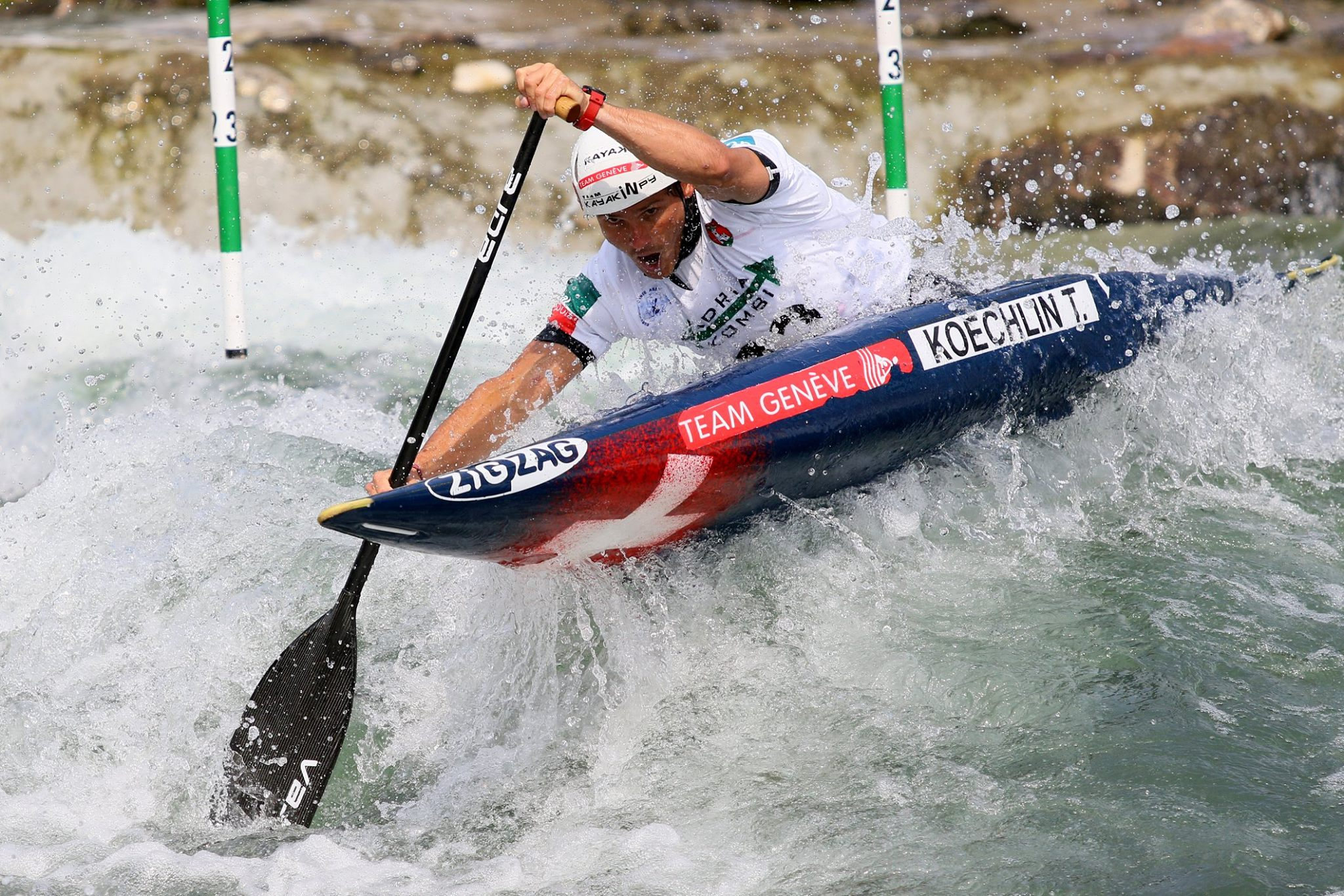
Thomas Koechlin en finale des Championnats d'Europe 2017 de canoë-kayak slalom.

Le slalom a fait son apparition aux jeux olympiques de 1972 à Munich. Il disparaît de la programmation, pour laisser le temps aux nations de créer des bassins (rivières artificielles), avant de revenir en 1992 aux Jeux olympiques de Barcelone. La pratique du canoë s'est ouverte aux femmes en slalom, et va faire son apparition en monoplace aux Jeux olympiques de Tokyo en 2020. Quant au canoë biplace, il sera retiré du programme des Jeux après 2016, et les derniers championnats du monde chez les hommes ont eu lieu en 2017. 
Des championnats du monde ont été créés en 1949.